# Évrart de Trémaugon
Évrart de Trémaugon, Évrard de Trémagon ou Éverard de Trémigon (mort en 1386) est un auteur et juriste français, originaire de Bretagne, rédacteur supposé du Songe du Vergier. Il fut évêque de Dol de 1382 à 1386.

## Biographie

### Origines
Évrart de Trémaugon est né en Bretagne. D'après une supplique envoyée par lui au pape en 1379, il était du diocèse de Léon. Par les registres du pape, où il est dénommé « Evrardus Nuzi de Tremaugon » et « Evrardus Nuzisi de Tromangon », nous apprenons qu'il appartenait à l'une des familles bretonnes dénommées Nuz ou Le Nuz, nom qui était aussi un prénom en Bretagne au Moyen Âge et dérivait du nom de dieu païen Nodens.

### Études
Évrart étudie le droit civil et le droit canon. Il dit lui-même que c'est grâce à son frère, Yves, qu'il a fait ses études. En 1367, en Italie, il reçoit la licence en droit canonique à l'université de Bologne, ayant été présenté aux commissaires de l'évêque de Bologne et des chanoines de la cathédrale par Jean de Legnano (connu aujourd'hui comme auteur d'un grand nombre d'ouvrages, dont un est intitulé Somnium) et par Gaspard Calderini.

### Carrière
Docteur In utroque jure, professeur à la Faculté de décret de l'Université de Paris à partir de 1369, Évrart est l'auteur des Trois leçons sur les décrétales (1371-1373), seuls textes attestés de son enseignement qui nous soient parvenus.
Dès octobre 1373, Évrart de Trémaugon entre au Conseil du roi Charles V. Il est nommé maître des requêtes de l'Hôtel du roi en 1374 et sera chargé de plusieurs ambassades en Espagne.
Autorisé par une lettre de Grégoire XI datée du 9 septembre 1374 à se faire suppléer dans sa chaire pour se consacrer à sa nouvelle charge, le chartiste Alfred Coville fait l'hypothèse qu'il rédige alors sur ordre du roi le Somnium Viridarii, traité de droit public anonyme qui fut publié le 16 mai 1376, dédié au roi Charles V qui le fit immédiatement traduire en langue française.
En septembre 1376, Évrart se trouve en Flandre avec Pierre de Bournazel, chevalier, conseiller et maître des requêtes de l'Hôtel du roi. Charles V les a chargés d'aller en Écosse pour traiter avec le roi Robert mais, après plusieurs complications et l'ingérence de Louis de Male, comte de Flandre, qui les oblige à se rendre auprès de lui à Gand, ils doivent abandonner la mission et retourner auprès du roi.
Il est conseiller du roi et maître des requêtes à Paris en 1381. Il est nommé évêque de Dol le 17 octobre 1382 par Clément VII lors du transfert de Guy de Roye sur le siège épiscopal de Verdun,.
Le 16 mars 1383 n.st., Évrart interrompt le dîner du roi au Louvre dès qu'il voit Guillaume de Chamborant, écuyer du corps du roi, contre lequel il se met à lancer des accusations. Il le dénonce comme coupable du meurtre de son frère aîné Yves (alias Yon, Yvon, Yvo) de Trémaugon (compagnon de Du Guesclin), et il demande au roi de le mettre en prison et de lui assigner jour à comparaître pour répondre. Guillaume est déclaré prisonnier du roi, mais il évite l'incarcération en fournissant une caution. Quand il comparaît pour répondre devant le roi au Louvre, le 5 avril, Évrart ne se présente pas mais envoie maître Raoul Drobille, procureur au Parlement, pour le représenter. À la prochaine séance, le 7 avril, à Vincennes, Drobille explique l'absence d'Évrart en disant qu'il s'est rendu en Bretagne après avoir reçu l'autorisation du duc de Bourgogne. Celui-ci dira plus tard, pourtant, qu'il ne lui avait point accordé une telle autorisation. À la troisième séance, tenue cette fois par le roi à Orléans, le 26 avril 1383, Guillaume comparaît mais ni Évrart, ni personne pour le représenter. Le roi ne prolonge pas son séjour à Orléans. Le jour suivant il se trouve à Yèvre-le-Châtel. Le litige est renvoyé au Parlement de Paris, où il traîne en longueur. Enfin, par un arrêt prononcé au Parlement le 30 juillet 1384, Évrart est condamné à payer 500 livres tournois à Guillaume (avec une somme qui sera fixée plus tard pour ses dépenses) et 500 livres tournois, en amende, au roi.
Évrart assiste aux États de Bretagne en mai 1386 et meurt la même année, fort endetté envers feu son oncle Guy du Tertre, chanoine et sous-chantre de Beauvais, ce qui crée des problèmes pour les héritiers. Le siège de son épiscopat est attribué à Guillaume Le Briz.

### Héritiers
Yves de Trémaugon (tué en 1383), frère aîné d'Évrart, épousa Colette d'Aché, sœur du « Galois d'Achey », dont il eut sept enfants : Jean, né en 1367, Pierre, Yvonnet, Roberge (alias Robinete), Jeanne, Guillemette et Colette. Jean entra au service du frère du roi Charles VI, Louis Ier d'Orléans, lorsque celui-ci était duc de Touraine. Il était écuyer tranchant de Louis en mai 1390 et déjà l'un de ses chambellans en 1392. En 1394, Louis, alors duc d'Orléans, était parrain de Louis de Trémaugon, fils de Jean et de sa femme, Jeanne de Souday. Guillemette de Trémaugon, sœur précitée de Jean, était au service de Valentine Visconti, duchesse d'Orléans et épouse de Louis Ier d'Orléans, en 1395 et épousa 1) Guy de Bourbon, seigneur de Clessy en Charolais (Saône-et-Loire), et 2) Jean de Saint-Ouen, seigneur de Saint-Ouen-sous-Bailly (Seine-Maritime).
Détails sur les autres filles d'Yves : Avant le 14 août 1387, Roberge épousa Robert de Garennes, chevalier ; Jeanne, mineure en février 1387 n.st., épousa, à une date inconnue, Gabriel de Raveton, dont elle était veuve en 1418. La seigneurie de Cerisé (Orne), située dans le comté d'Alençon, laquelle avait appartenu à Yves, appartenait, en 1463, Jean de Raveton, chevalier. Le sort de Colette de Trémaugon, mineure en 1387, reste inconnu.